# Bahnhof Bad Ragaz

Der Bahnhof Bad Ragaz ist ein Bahnhof im Kurort Bad Ragaz im Schweizer Kanton St. Gallen. Er befindet sich im Eigentum der Schweizerischen Bundesbahnen und wird von Zügen dieser, der Schweizerischen Südostbahn und Thurbo bedient. Unmittelbar an den Bahnhof anschliessend überquert die Bahnstrecke den Alpenrhein und die Kantonsgrenze zu Graubünden auf der Eisenbahnbrücke Bad Ragaz.

## Geschichte
Am 30. Juli 1858 eröffneten die Vereinigten Schweizer Bahnen (VSB) die Bahnstrecke von Rheineck nach Chur mit einem Bahnhof beim damals noch Ragaz genannten Ort. Deren Vorgängergesellschaft, die damalige Schweizerische Südostbahn, welche das Projekt einer Bahnlinie durchs Rheintal initiierte, wurde zu Beginn der 1850er-Jahre in Ragaz gegründet.
Mit der Eröffnung der Bahnstrecke Ziegelbrücke–Sargans 1859 wurde eine direkte Zugverbindung nach Zürich möglich, was den Bekanntheitsgrad des Kurortes steigerte. Mit der Eröffnung des Hotels Quellenhof im Jahr 1868 erlebte Ragaz einen weiteren Aufschwung, so dass im Mai 1875 der Bahnhof ein neues Empfangsgebäude erhielt. 1905 wurde ein Konzessionsgesuch für eine Schmalspurbahn Schaan–Landquart eingereicht, die Bad Ragaz mit einem Kopfbahnhof bedient hätte. Per 1. Januar 2018 wurde das SBB-Reisezentrum im Bahnhof geschlossen.

## Aufbau
Der Bahnhof verfügt über einen Mittelbahnsteig mit zwei Perrongleisen. Am Empfangsgebäude befindet sich kein nutzbarer Bahnsteig mehr, das Gleis 1 ist ohne Perron. Erschlossen wird der Mittelbahnsteig mit einer Unterführung.

## Verkehr
Fernverkehr
Der Bahnhof wird von zwei jeweils stündlich verkehrenden Fernverkehrslinien der SBB und der SOB bedient, welche im Abstand von wenigen Minuten verkehren. Per Fahrplanwechsel im Dezember 2024 wird Bad Ragaz im Fernverkehr im Halbstundentakt von zwei Linien der SOB bedient.
- 13 Zürich HB/St. Gallen – Sargans/Chur teilweise , teilweise  FS  (Alpenrhein-Express) (SBB) mit SBB RABe 502 und SBB RABe 511
- 35 Bern – Burgdorf – Olten – Zürich HB – Chur  FS  (Aare Linth) (SOB/SBB) mit Traverso/Flirt 3 und SBB RABe 512

Regionalverkehr
Im Regionalverkehr bedient die Linie S12 der S-Bahn St. Gallen den Bahnhof im Halbstundentakt.
- S 12 Sargans – Chur (Thurbo)  mit Stadler GTW

Busverkehr
Der Bahnhof wird im regionalen Verkehr von drei Bus- und einer Nachtbuslinie von PostAuto und ChurBus bedient. Diese verbinden den Bahnhofplatz mit den Städten und Gemeinden Pfäfers, Valens, Maienfeld im Tagesverkehr bzw. Chur, Sargans, Buchs SG oder Gams SG im Nachtverkehr. Zudem verkehrt eine Ortsbuslinie zur Therme und zur Talstation der Pizolbahnen.